# Place de Francfort
La place de Francfort est une place-parvis lyonnaise située à l'entrée est de la gare de la Part-Dieu, et qui ouvre cette dernière sur le quartier de la Villette. Il s'agit d'une place de forme rectangulaire, essentiellement piétonne. Très passante, elle fait le lien entre les gares ferroviaire et routière, la ligne 3 du tramway lyonnais, la ligne Rhônexpress vers l'aéroport Saint-Exupéry, ainsi que le parc de stationnement de la Villette.

## Histoire
Aménagée à la fin des années 1990, elle a été nommée d'après la ville de Francfort, jumelée avec Lyon depuis 1960. Elle a été réaménagée de mi 2017 à fin 2018.

## Description
La place de Francfort est de forme rectangulaire. Elle est bordée à l'ouest par la gare de la Part-Dieu, au nord par le bâtiment Terra Mundi et à l'est par la rue Maurice Flandin et le bâtiment Le Forum. Le géographe Michel Lussault la décrit comme « le modèle de ce qu'il ne faut pas faire aujourd'hui » en matière d'urbanisme : malgré la présence de quelques arbres, la place est « complètement minéralisée [et] se présente comme un plateau roulant [donnant l'impression] que les citadins sont des valises à roulettes ». 